# Felsőporumbák

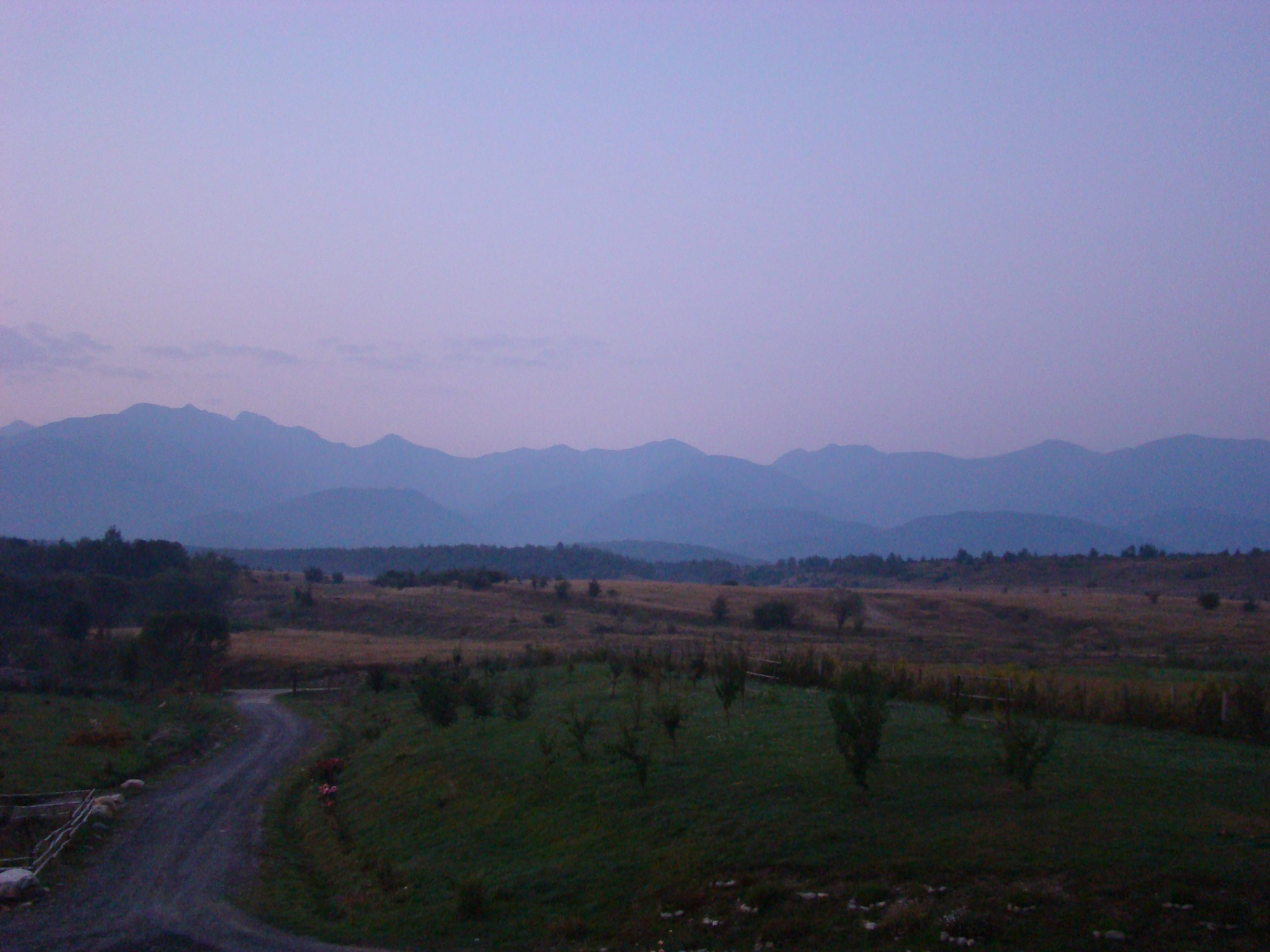

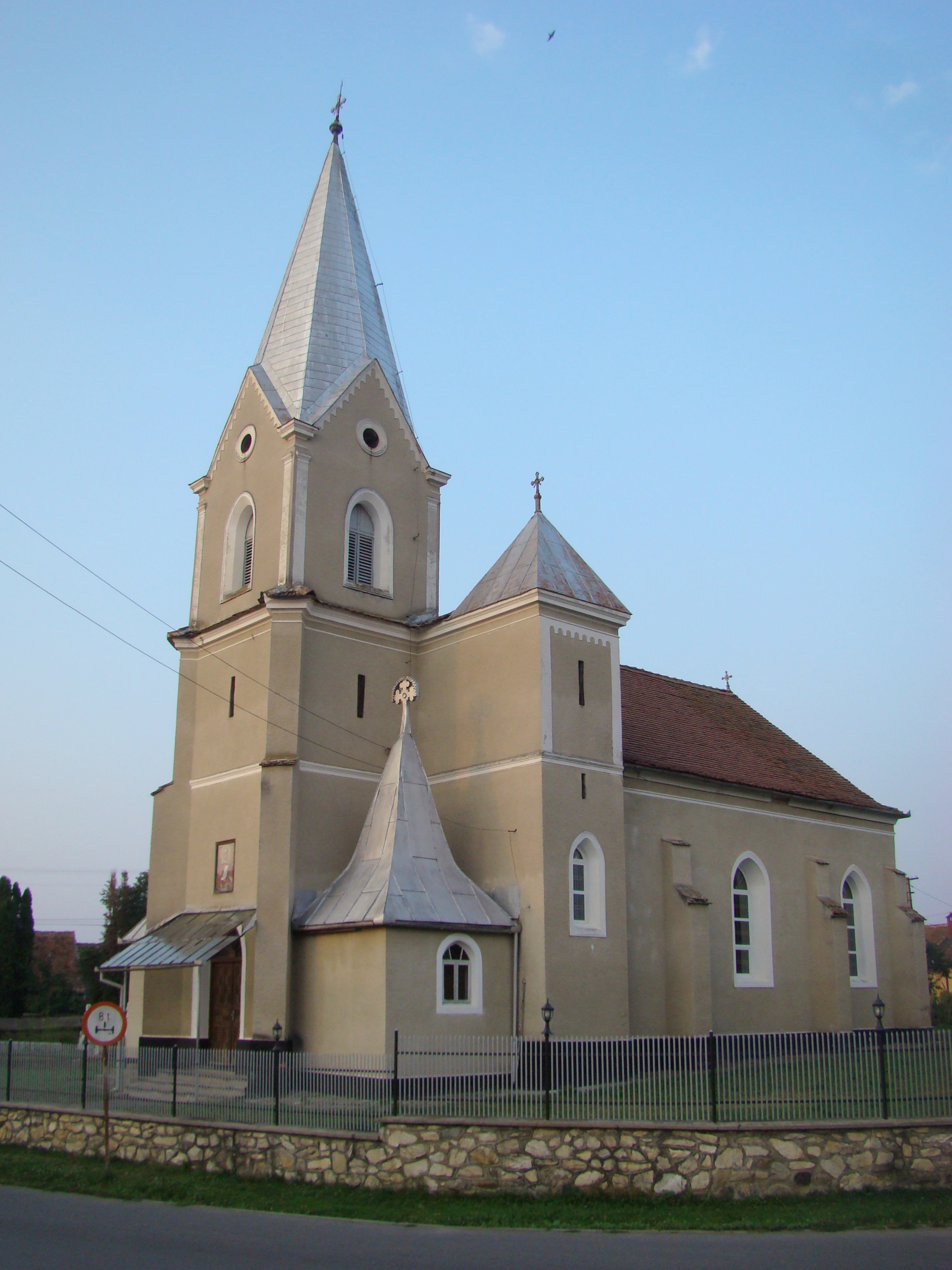
A keleti falurész temploma

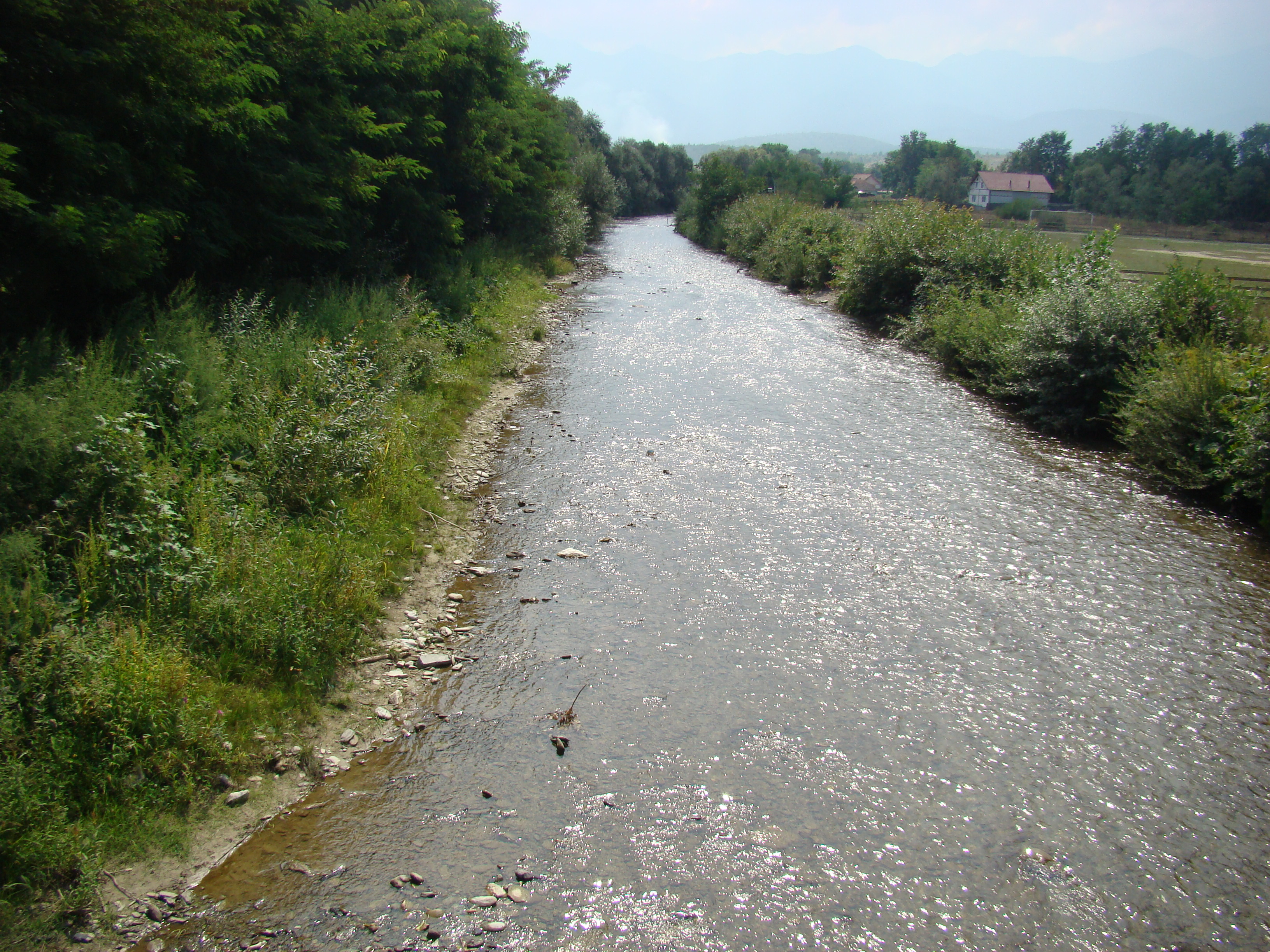

Felsőporumbák (románul: Porumbacu de Sus, németül: Oberbornbach) falu Romániában, Erdélyben, Szeben megyében.

## Nevének eredete
Lásd Alsóporumbáknál. 1466-ban utramque Porumbak, 1589-ben Felső-Porumbak, 1733-ban Felső Porumbach, 1750-ben Felső-Porumbák néven írták.

## Fekvése
Nagyszebentől 35 kilométerre délkeletre, a Fogarasi-havasok északi lábánál fekszik.

## Népesség

### A népességszám változása
Népessége 1850 és 1956 között ezerötszáz és kétezer fő között változott, azóta felére csökkent.

### Etnikai és vallási megoszlás
- 1880-ban 1795 lakosából 1530 volt román, 102 német, 21 magyar és 142 egyéb anyanyelvű; 1505 ortodox, 164 görögkatolikus, 99 római katolikus és 16 unitárius vallású.
- 2002-ben 859 lakosából 838 volt román, tizenegy magyar és nyolc cigány nemzetiségű; 852 ortodox vallású.

## Története
Alsóporumbák határára települt Fogaras vidéki román falu volt, az Erdélyi Fejedelemség idején fejedelmi birtok. Határában 1619-ben Bethlen Gábor alapított üveghutát, ahová muranói üvegfúvókat hozatott. Ők Bethlen halála után hazatelepültek, majd helyi román jobbágyokkal indult újra a huta, akik valószínűleg a muranóiaktól tanulták a szakmát. 1632-ben 56 jobbágy-, hat havasalföldi zsellér- és két darabontcsalád lakta, és kőtörő malmot írtak benne össze. Ezek valószínűleg a ma Bârcul Glăjăriei nevet viselő határrészben működtek. 1633-ban hat román nevű üveges, 1637-ben három munkás, köztük egy üvegfúvó és egy hamuégető dolgozott itt. 1637 után új üvegcsűrt építettek a falutól hat kilométerre délre, a mai Glăjăria Arsă határrészben. 1648-ban két német nevű és két helybeli román üvegesből állt személyzete. Raktáraiban az az évi leltár 8900 ablaküvegkarikát és 1844 db öblösüveget talált.
Közben 1629-ben, Brassóban porumbáki román fazekasokat említettek. 1721-ben nyolc fazekasmestert írtak össze benne. A fazekasok zsellérnek számítottak. Egész évben, főfoglalkozásként űzték mesterségüket, a fogarasi vár számára és piacra is dolgoztak.
1674-ben ismét új helyen, a mára visszaerdősült, La Glăjărie határrészben működött az üveghuta. Egy üveges, egy formakészítő, két hamuégető és három segéd dolgozott benne. Termékeik között volt a híres „kotyogós” üveg, egy hosszú szájú, kétosztatú palackforma, azonkívül egyéb palackok, kancsók, poharak és gyertyatartók. Mindezeket túlnyomóan színtelen, átlátszó üvegből készítették, de külön színezőanyagkészítőt („fritás”) is tartottak, és egyes edényeket díszítettek is. 1680-ban a falu 123 telekből állt, a hutát pedig lengyelek árendálták. 1715-ben két lengyel, 1721–22-ben pedig három román üveges tartozott hozzá. A faluban 1722-ben hatvanhat boér és 290 jobbágy családfőt találtak, a görögkatolikus egyház számára készített 1733-as összeírás viszont csupán 125 családfőt és két templomot.
Még 1726-ban újraépítették az üveghutát. Határában, a Purcărița-erdőben 1748-ban egy kisebb ortodox apácaközösség létezett, amelyet 1761-ben Buccow ortodoxellenes akciója keretében számoltak fel. Az üveghuta 1757-ben, az uradalommal együtt Bethlen Gáboré és Bethlen Miklósé lett. 1760-ban német nevű mesterek dolgoztak benne. 1762 körül egyedül Bethlen Gábor tulajdonába került, aki 1763-ban újjáépítette és Bécsből új munkásokat hozatott. A huta az 1760-as években évi négyszáz forintnál több jövedelmet hajtott. Római katolikus munkásai 1766-ban filiaként Alsóporumbákhoz tartoztak. 1792-ben már a kamara tulajdonában volt a huta, amely abban az évben nyolcszáz rajnai forint értékű terméket állított elő. Üvegeit Erdélyen kívül a román fejedelemségekbe is szállították.
A lakosság egy része az 1760-as évektől 1851-ig határőrszolgálatot teljesített. Így alakult ki az a társadalmi tagolódás, amely a falut a 20. században jellemezte: határőrök, boérek, jobbágyok és zsellérek. A falut 1876-ban Fogaras vármegyéhez csatolták. A hutában a 19. század folyamán csehországi német üvegfúvók dolgoztak, de az elkészült tárgyak minősége ekkor már messze elmaradt a nyugat-európai színvonaltól. 1851-ben Nicolae T. Ciurcu árendálta. A munkások gyermekei számára a római katolikus egyház 1868-ban iskolát szervezett, amelyet 1873-ban községivé alakítottak, majd 1875-ben államosítottak. Végül 1894-ben, a feleki üveggyár korszerűsítése után az üveghuta bezárt, munkásai elköltöztek. A 19. század végén római katolikus körlelkészség székhelye volt. 1908-ban megalakult benne a Negoiu népbank.
Bár hegyvidéki falu volt, 1862-ben kollektivizálták. 1969-ben egy mára felhagyott márványbányát kezdtek művelni a Negoj turistaház felé vezető úton, 857 méter magasságban. A bánya mellett őrlő is működött.
A falu két ortodox parókiára oszlik. 1902 és 1906 között a falu közigazgatásilag is két községet alkotott, a nyugati Újporumbákot és a keleti Óporumbákot. Előbbi temploma 1876-ban épült, neoromán stílusban, míg utóbbié 1901–03-ban, neogótikus–neobizánci stílusban. A nyugati falurészben áll még az egykori görögkatolikus templom is, máig ortodox tulajdonban.

## Híres emberek
- 1905-ben itt született Aurel Bărglăzan vízépítő mérnök.